# Jean-Paul Lilienfeld

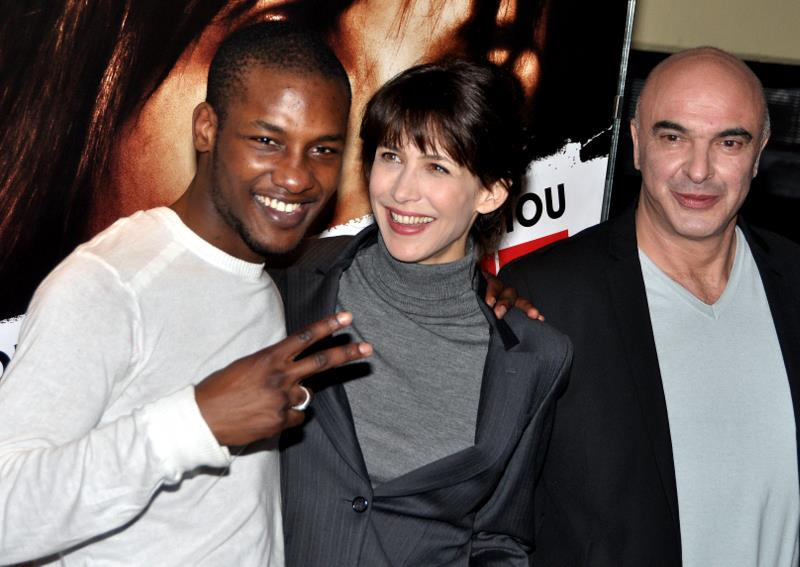
Jean-Paul Lilienfeld (r.) mit Yann Ebonge und Sophie Marceau (2013)

Jean-Paul Lilienfeld (* 17. Juli 1962 in Paris) ist ein französischer Schauspieler, Drehbuchautor und Regisseur.

## Leben
Lilienfeld ist jüdisch-ungarischer Herkunft. Er begann seine Karriere beim Film zunächst als Schauspieler. Seine ersten Filmauftritte hatte er 1980 in Raphaël Delpards La nuit de la mort! sowie in Claude Zidis Inspektor Loulou – Die Knallschote vom Dienst. Mit Zidi arbeitete er auch in der Fortsetzung des populären Jugendfilms Glückwunsch … mal wieder sitzengeblieben, Glückwunsch II – Die Lümmel machen Ferien (1982), zusammen. Es folgten weitere Nebenrollen in Kino- und Fernsehfilmen.
Bereits 1990 hatte Lilienfeld mit dem Kurzfilm Il n’y a guère que les actions qui montent sein Regiedebüt gegeben. Mit der belgischen Produktion De zevende hemel gab er sein Langfilmdebüt als Regisseur. Nach mehreren Fernsehproduktionen realisierte Lilienfeld mit Heute trage ich Rock! einen Spielfilm, der auf der Berlinale 2009 lief und kurz nach seiner Fernsehpremiere auch in den französischen Kinos anlief. Das Filmdrama mit Isabelle Adjani in der Hauptrolle einer Lehrerin am Rande des Zusammenbruchs gewann mehrere Filmpreise. Lilienfeld erhielt 2010 zwei César-Nominierungen in den Kategorien Bester Film und Bestes Originaldrehbuch. Für seine folgende Regiearbeit Arrêtez-moi mit Sophie Marceau und Miou-Miou in den Hauptrollen erhielt er eine Nominierung für einen Prix Lumières in der Kategorie Bestes Drehbuch.

## Filmografie (Auswahl)
- 1980: Inspektor Loulou – Die Knallschote vom Dienst (Inspecteur la Bavure) – Darsteller
- 1982: Glückwunsch II – Die Lümmel machen Ferien (Les sous-doués en vacances) – Darsteller
- 1986: Ich hasse Schauspieler! (Je hais les acteurs) – Darsteller
- 1987: Schmutziges Schicksal (Sale destin) – Drehbuch, Darsteller
- 1987: Die Beduinen von Paris (L’œil au beur(re) noir) – Drehbuch, Darsteller
- 1991: Super! Meine Eltern lassen sich scheiden! (Génial, mes parents divorcent!) – Darsteller
- 1991: Eine Straßenbekanntschaft (La contre-allée) – Drehbuch
- 1993: De zevende hemel – Regie, Drehbuch
- 1996: Baby Deal (XY, drôle de conception) – Regie, Drehbuch, Darsteller
- 2001: HS – hors service – Regie, Drehbuch
- 2005: La vie est à nous! – Darsteller
- 2008: Heute trage ich Rock! (La journée de jupe) – Regie, Drehbuch
- 2013: Arrêtez-moi – Regie, Drehbuch

## Auszeichnungen
- 2009: Prix Italia, Bestes Fernsehdrama, für Heute trage ich Rock!
- 2010: César-Nominierung, Bester Film, für Heute trage ich Rock!
- 2010: César-Nominierung, Bestes Originaldrehbuch, für Heute trage ich Rock!
- 2014: Nominierung Prix Lumières, Bestes Drehbuch, für Arrêtez-moi